# Hermész (keresztnév)
A Hermész görög mitológiai eredetű férfinév, eredetileg a szél istenének a neve, aki később az istenek követe, a tolvajlás és a kereskedők istene is lett. A név jelentése hírnök és valószínűleg egy ősi indoeurópai siet, rohan jelentésű szóval függ össze. Női párja: Hermia.

## Rokon nevek
- Hermiás:[1] a Hermész alakváltozatából, a Hermeiász névnek a latinosított formájából származik.[2]
- Hermiusz:[1] a Hermiás latin alakváltozata.[2]

## Gyakorisága
Az 1990-es években a Hermész, Hermiás és Hermiusz szórványos név, a 2000-es években nem szerepelnek a 100 leggyakoribb női név között.

## Névnapok
Hermész, Hermiusz
- augusztus 28.[2]

Hermiás:
- május 31.[2]
- augusztus 28.[2]